# 第219步兵師 (德國國防軍)
德國國防軍陸軍第219步兵師（德語：219. Infanterie-Division）是納粹德國國防軍陸軍的一個虛構步兵師。
第二次世界大戰期間，德軍當局並沒有組建第219步兵師，其只是德軍在荷蘭阿尔克马尔地區的駐軍一個代號。
第219步兵師同時也是一個德軍當局於1945年2月命令在荷蘭組建的的一個欺敵番號，該師並沒有實際部隊。

## 註腳
1. ↑  Mitcham（2007年）